# Ratzeburgia
Ratzeburgia là một chi thực vật có hoa trong họ Hòa thảo (Poaceae).
Loài duy nhất được biết đến là Ratzeburgia pulcherrima, chỉ được tìm thấy ở Myanmar.